# Allolobophora
Genre
Synonymes
- Helodrilus (Allolobophora) (Eisen, 1874)[1]

Allolobophora est un genre de vers de terre de la famille des Lumbricidae. Il fait partie des groupes des endogés de surface qui selon la classification de Bouché, sont des espèces petites à moyennes qui vivent continuellement dans le sol, creusent des galeries horizontales et se nourrissent de matière organique. Certains de ses représentant sont très courants dans les prairies de France. Ce genre fait notamment partie du régime alimentaire de la Taupe d'Europe.

## Liste des espèces européennes
Liste des espèces présentes en Europe selon Fauna Europaea (11 janvier 2022) et earthworm species :
- Allolobophora altimontana Mrsic, 1982 - Croatie, Slovénie
- Allolobophora bellicosa (Ude, 1922) - Macédoine
- Allolobophora burgondiae Bouché, 1972 - France
- Allolobophora carpathica Cognetti, 1927 - Europe centrale
- Allolobophora chlorotica (Savigny, 1826) - Ensemble de l'Europe
- Allolobophora cryptocystis (Cernosvitov, 1935) - Bosnie-Herzégovine
- Allolobophora leoni Michaelsen, 1891 - Italie et Europe centrale
- Allolobophora lozniciana (Mrsic, 1987) - ex-Yougoslavie
- Allolobophora meledaensis (Michaelsen, 1908) - Italie et Croatie
- Allolobophora nematogena Rosa, 1903 - Italie et ex-Yougoslavie
- Allolobophora satchelli Bouché, 1972 - France
- Allolobophora vardarensis Sapkarev, 1971 - Macédoine